# Veiligheidsregio Gelderland-Midden
Veiligheidsregio Gelderland-Midden is een veiligheidsregio in Nederland en valt geheel binnen de provincie Gelderland. Een veiligheidsregio is het werkgebied van een samenwerkingsverband van de hulpverleningsdiensten op basis van de Wet gemeenschappelijke regelingen en de Wet veiligheidsregio's, ten behoeve van fysieke veiligheid. Het samenwerkingsverband in deze regio draagt de naam Veiligheids- en Gezondheidsregio Gelderland-Midden (VGGM); het hoofdkantoor is in Arnhem.  

## Regioprofiel
- Inwoners: 706.374 (per 1/1/22, Allecijfers.nl)
- Landoppervlakte: 1181 km²
- Het noorden van de regio kenmerkt zich door de Veluwe (zie kaart). Het zuiden is deel van de Betuwe.
- De Veluwezoom is een nationaal park en bereikt toppen tot 110 meter.
- De Rijn stroomt vanaf Lobith de regio binnen en splitst zich in Waal, Rijn en IJssel.
- Door de regio worden veel goederen vervoerd tussen Duitsland en de Europoort. Onder andere de Betuweroute loopt hier van en naar de Duitse grens.
- Het Infanterie Schietkamp Harskamp en Vliegbasis Deelen op de Veluwe zijn militaire terreinen.
- In Schaarsbergen, op de Veluwe boven Arnhem, zijn zowel Brandweer Nederland (brandweerkoepel, voorheen NVBR) als het NIPV (Nederlands Instituut Publieke Veiligheid, voorheen Instituut Fysieke Veiligheid, voorheen NIBRA) gevestigd.
- De regio herbergt het Kröller-Müller Museum op de Veluwe (gemeente Ede) en het Openluchtmuseum in Arnhem.

## Risico's

### Terrein
- BRZO (Besluit Risico's Zware Ongevallen 2015) locaties in de omgeving van Barneveld, Harselaar, Ede, Arnhem, Dieren en Zevenaar.
- In tijden van warmte en droogte is de Veluwe gevoelig voor natuurbrand.
- Bij hoogwater kunnen de rivieren IJssel, de Rijn en de Neder-Rijn buiten hun oevers treden. Het zuiden van de regio kent een complex systeem aan dijken en uiterwaarden. Bij dijkdoorbraak overstromen de laag gelegen gebieden langs de IJssel of de Rijn.
- Militaire Vliegbasis Deelen ten noorden van Arnhem, met militaire vliegbewegingen. De Veluwe heeft in deze regio meerdere militaire (oefen)terreinen.
- Door het vele bosgebied en waterwegen zijn sommige plaatsen voor hulpverleners minder snel te bereiken.

### Infrastructuur
- Vervoer van gevaarlijke stoffen over de snelwegen A12 en A50, over de A1 van en naar Apeldoorn, en over de A28 van Amersfoort naar Harderwijk.
- Vervoer van gevaarlijke stoffen over de spoorwegen. In het zuiden van de regio loopt de goederenspoorlijn Betuweroute van en naar Duitsland. De Betuweroute is ondertunneld bij het Pannerdensch Kanaal.
- Vervoer van gevaarlijke stoffen over de Waal, Rijn en de IJssel van en naar Duitsland en het Rotterdamse havengebied. De Waal is voor een gedeelte ook regiogrens, wat druk kan leggen op de coördinatie bij calamiteiten.

### Sociaal-fysiek
- Dierenpark in Arnhem (Burgers Zoo) kan bij warme zomers en grote drukte risico's opleveren voor de openbare orde en veiligheid.
- Het GelreDome in Arnhem kan bij grote drukte risico's opleveren voor openbare orde en veiligheid.
- Het Kröller-Müller Museum op de Veluwe kan bij warmte en droogte ook aandacht voor fysieke veiligheid vereisen.

## Instanties
- Brandweer. De Brandweer Gelderland-Midden, met 42 brandweerkazernes, is in deze regio een onderdeel van de organisatie Veiligheids-en Gezondheidsregio Gelderland-Midden (VGGM).
- GHOR (= Geneeskundige Hulpverleningsorganisatie bij Rampen). Is in deze regio een onderdeel van de organisatie Veiligheids-en Gezondheidsregio Gelderland-Midden (VGGM).
- GGD. Wordt in deze regio verzorgd door de GGD Gelderland-Midden, een onderdeel van de organisatie Veiligheids-en Gezondheidsregio Gelderland-Midden (VGGM).
- Ambulancevervoer wordt in deze regio verzorgd door de RAV Gelderland-Midden, een onderdeel van de organisatie Veiligheids-en Gezondheidsregio Gelderland-Midden (VGGM).
- Gemeenten: 15: Arnhem, Barneveld, Doesburg, Duiven, Ede, Lingewaard, Nijkerk, Overbetuwe, Renkum, Rheden, Rozendaal, Scherpenzeel, Wageningen, Westervoort en Zevenaar.
  - Voorzitter van de Veiligheidsregio: de burgemeester van Arnhem.
- Provincie: deze regio valt binnen de grenzen van de provincie Gelderland.
- Politie. De veiligheidsregio i.o. is congruent met de grenzen van de politieregio.
- Justitie: Rechtbank, Gerechtshof en Militaire Kamer in Arnhem.
- Waterschappen: 3. Rijn en IJssel, Vallei en Veluwe, en Rivierenland.
- Rijkswaterstaat: deze regio valt wat wegenbeheer betreft onder de Regionale Dienst Oost-Nederland.
- ProRail beheert het spoorwegennet.
- Drinkwater wordt in deze regio verzorgd door Vitens.
- Ziekenhuizen met klinische faciliteiten in Arnhem, Ede, Velp en Zevenaar.
- Defensie: deze regio valt onder RMC Noord, dat zetelt in Havelte. Hoofdkwartier van de 11 Luchtmobiele Brigade, dat zetelt in Schaarsbergen.
- Energiesector: het beheer van het elektriciteitsnet wordt verzorgd door Liander. Het net van hoogspanningsleidingen wordt beheerd door TenneT.

## Regio-ontwikkeling
Op 1 januari 2011 is de Hulpverleningsdienst Gelderland Midden opgegaan in de Veiligheids- en Gezondheidsregio Gelderland-Midden.
Het Veiligheidsbestuur en het Regionaal College hebben een aansluitende vergadering.